# أحمد الجانحي
أحمد الجانحي (مواليد 22 سبتمبر 2000) هو لاعب كرة قدم قطري يلعب مع نادي الغرافة في دوري نجوم قطر كلاعب جناح.